# Il mondo è con noi/Se io fossi un falegname
Il mondo è con noi/Se io fossi un falegname è il terzo singolo del gruppo musicale italiano dei Dik Dik, pubblicato nel 1967 dalla Dischi Ricordi.

## Descrizione
Il mondo è con noi è la cover di I Saw Her Again dei The Mamas & the Papas, mentre il retro Se io fossi un falegname è la cover di If I Were a Carpenter di Tim Hardin.

## Tracce
LATO A
1. Il mondo è con noi (testo: Mogol – musica: John Phillips)

LATO B
1. Se io fossi un falegname (testo: Mogol – musica: Tim Hardin)

## Formazione
- Giancarlo Sbriziolo - voce, basso
- Erminio Salvaderi - voce, chitarra
- Pietruccio Montalbetti - voce, chitarra
- Sergio Panno - batteria
- Mario Totaro -.tastiere